# Assemblée générale de l'Union astronomique internationale de 2009

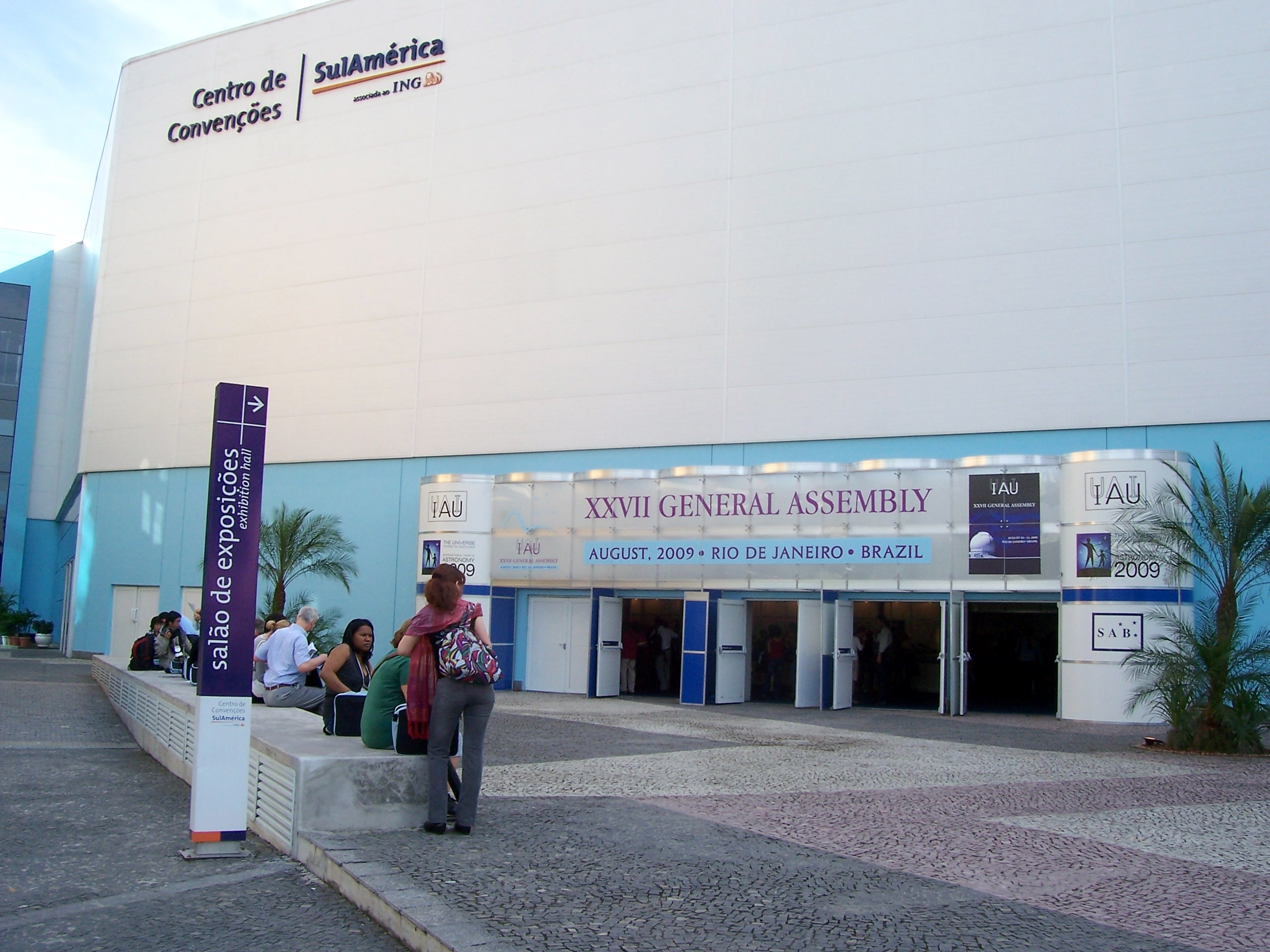
27e Assemblée générale de l'Union astronomique internationale (AIU) à Rio de Janeiro (2009)

27e assemblée générale de l'Union astronomique internationale
La 27e assemblée générale de l'Union astronomique internationale s'est tenue du 3 au 14 août 2009 à Rio de Janeiro, au Brésil.

## Ville choisie pour 2015
Honolulu (Hawaï, États-Unis) est choisie pour l'assemblée générale de l'Union astronomique internationale de 2015. Parmi les autres candidats se trouvait la France.